# Кузнецов, Михаил Иванович (металлург)
Михаил Иванович Кузнецов (15 мая 1929, Вохма, Северо-Двинская губерния — 6 ноября 1999, Сосновый Бор, Ленинградская область) — директор химико-металлургического завода Сибирского химического комбината, Герой Социалистического Труда (1971). Лауреат Государственной премии СССР (1980).

## Биография
Родился 15 мая 1929 в учительской семье в селе Вохма Костромской области.
После окончания средней школы в 1946 году поступил на металлургический факультет Ленинградского политехнического института, который окончил в 1952 году по специальности «цветные металлы».
Был направлен на работу свинцово-цинковый комбинат в Усть-Каменогорске, где работал старшим мастером в плавильном цехе. В декабре 1953 года возвратился в Ленинград и устроился инженером-металловедом на заводе № 729. Позднее работал на этом же заводе начальником лаборатории.
С февраля 1956 года работал в Китайской Народной Республике на строительстве объекта № 774.
С октября 1957 года работал инженером и начальником смены на предприятии п/я 35 в Красноярске-26. В 1959 году был направлен на объект № 25 в Томске-7 (позднее — химико-металлургический завод имени В. И. Ленина) Сибирского химического комбината Министерства среднего машиностроения СССР. На этом предприятии проработал до 1984 года, пройдя путь от начальника смены цеха до директора завода. На объекте № 25 производили изделия из урана-235 и плутония-239 для ядерных зарядов. Внёс несколько рационализаторских предложений, в результате чего экономический эффект составил свыше двух миллионов рублей. За выдающиеся достижения в развитии атомной промышленности был удостоен в 1971 году звания Героя Социалистического Труда.
В 1984 году переехал в Сосновый Бор Ленинградской области, до 1991 года работал инженером во ВНИПИЭТ. Участвовал в ликвидации аварии на Чернобыльской АЭС.
В 1991 году вышел на пенсию. Скончался 6 ноября 1999 года и похоронен на кладбище в селе Систо-Палкино Ломоносовского района Ленинградской области.

## Награды
- Орден Знак Почёта (1962)
- Медаль «За трудовое отличие» (1966)
- Герой Социалистического Труда — указом Президиума Верховного Совета СССР от 26 апреля 1971 года
- Орден Ленина (1971)
- Государственная премия СССР (1980).

## Память
- Имя Михаила Кузнецова внесено в Книгу славы города Сосновый Бор[1].